# マルグリット・ドルレアン (1869-1940)

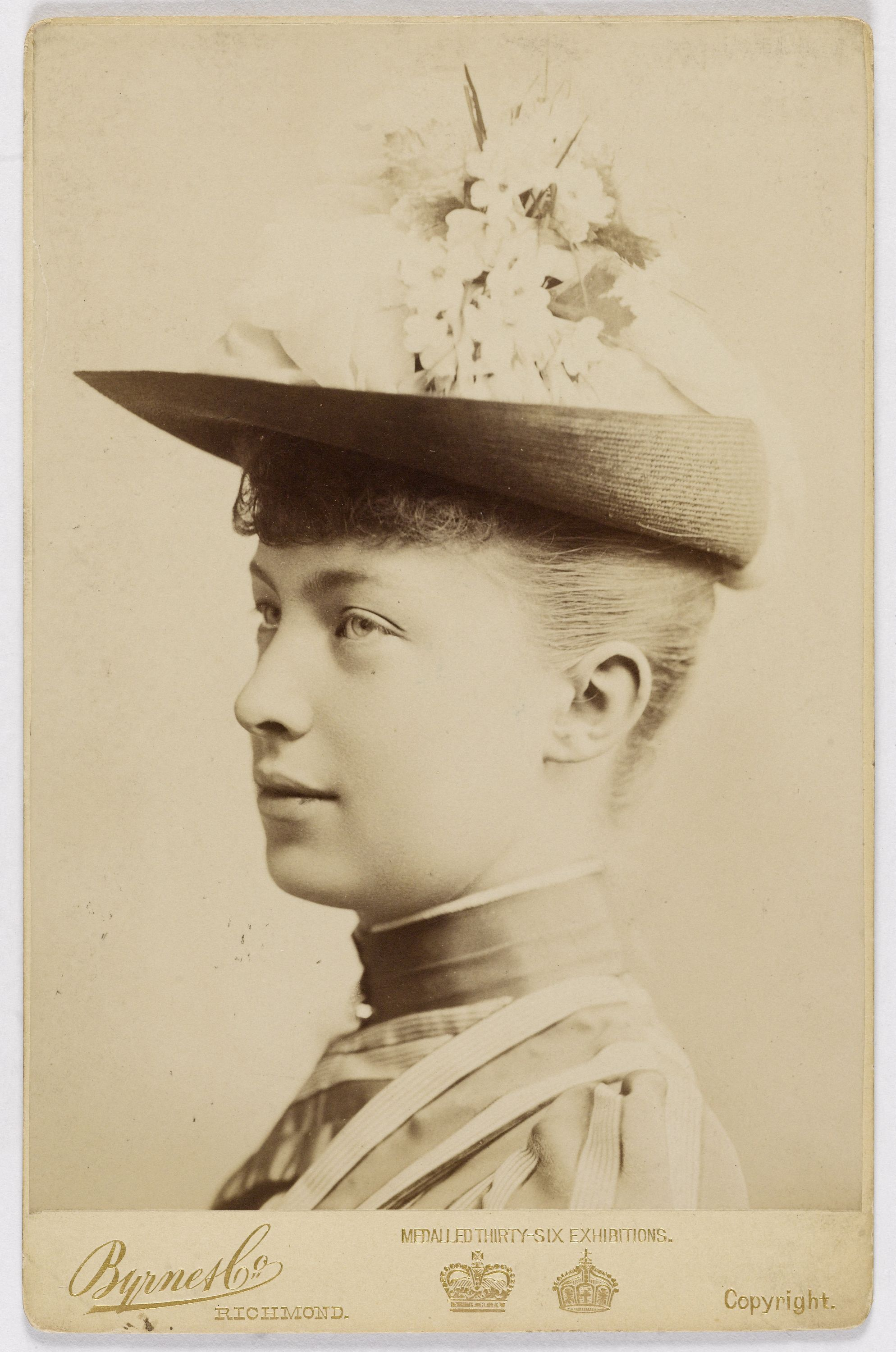
マジェンタ公爵夫人、カルナヴァレ美術館蔵

マルグリット・マリー・フランソワーズ・ルイーズ・ドルレアン（Marguerite Marie Françoise Louise d'Orléans, 1869年1月25日 リッチモンド・ハム・モーガン・ハウス - 1940年1月31日 シャトー・ド・ラ・フォレ）は、フランスの旧王族オルレアン家の子孫で、同国第三共和政第3代大統領パトリス・ド・マクマオンの義理の娘。
共にフランス王ルイ・フィリップの孫にあたるシャルトル公ロベール・ドルレアンとフランソワーズ・ドルレアンの間の第4子・次女。1896年に第2代マジェンタ公マリー・アルマン・パトリス・ド・マクマオンと結婚。4月22日にパリ8区区役所で民事婚を、翌4月23日にシャンティイ城内礼拝堂で宗教婚を行った。
公爵夫妻は間に3人の子をもうけた。
- マリー・エリザベート（1899年 - 1951年） - 1924年シェイエス伯爵アンリ・マリー・レオン・ド・プランと結婚[2]
- アメリー・フランソワーズ・マリー（1900年 - 1987年） - 1921年ランビュトー伯爵アルメリック・ロンバール・ド・ビュフィエール（1944年ブーヘンヴァルト強制収容所で死去）と結婚
- モーリス・ジャン・マリー（1903年 - 1954年） - 第3代マジェンタ公、第7代エギイ侯爵、1937年マルグリット・リケ・ド・カラマン＝シメイと結婚

曽孫の1人ディアーヌ・ド・マクマオン（1968年 - ）は保守系テレビプロデューサーで、小説家フレデリック・ベグベデとの結婚歴がある。別の曾孫ペラジー・ド・マクマオン（1990年 - ）は2023年にブルボン＝パルマ公子アモーリー（ミシェル・ド・ブルボン＝パルムの孫）と結婚した。

## 引用・脚注
1. ↑  James Green, Silvia Greenwood: Ham and Petersham as it was, 1980, ISBN 0-86067-057-0
2. ↑  “Descendance D'Henry de Laurencel et de Jeanne Frederique de Boom” [Descendants of Henry de Laurencel and Jeanne Frederique de Boom] (フランス語). christinewitzel.com. 2024年7月5日時点のオリジナルよりアーカイブ。2024年7月5日閲覧。